# Pilar Bayona López de Ansó
Pilar Bayona López de Ansó (Saragossa, 16 de setembre de 1897 - 13 de desembre de 1979) fou una pianista aragonesa.

## Primers anys i educació (1897-1912)
Nascuda a la capital aragonesa, fou la primera de tres fills del matrimoni Julio Bayona Miguella i Sara López de Ansó Gascón. Va viure amb la seva família en Cosuenda, Camp de Carinyena, Saragossa), i es convertçi en el primer músic de la família, encara que els seus pares eren aficionats (el seu pare va ser un dels fundadors de l'associació cultural Orfeó saragossà i la seva mare tocava una mica el piano). Va començar les seves lliçons de piano a molt primerenca edat amb dos germans catalans, José i Ángeles Sirvent, ex alumnes del pianista Joaquim Malats.
Pilar Bayona va debutar com a solista en 1907 a la Societat Filharmònica de Saragossa, amb obres de C. Sinding, Paderewski, Sr. Scarlatti/ Tausig, E. Sauer i Schubert.Anteriorment (1905) va fer el seu primer concert com a acompanyant d'un cantant en el Teatre Principal i per a poder tocar degueren adaptar els pedals del piano, perquè la petita encara no els aconseguia amb la seva alçada. Li seguirien més concerts com l'acte benèfic per les víctimes de Melilla en el qual va interpretar al costat de la seva professora Ángeles Sirvent la Rapsòdia núm. 2 de Liszt a quatre mans.
Així mateix, l'educació que els pares van donar a Pilar i els seus germans va afavorir el seu interès i coneixement sobre altres branques de l'art a més de la música.

## Carrera professional (1912 - 1979)

### 1912-1919
Va iniciar la seva carrera professional en 1912, actuant en el primer concert de l'Associació Bretoniana, dirigit per Tomás Bretón, i estrenant-se en actuació solista amb orquestra amb la Societat de Professors Músics de Saragossa i el director Ricardo Villa González.
Va fer de seguida recitals, al costat de Joaquín [López de] Zubiría Elcano, o al violinista Juan Manén, a Oviedo, Pamplona i Madrid, oferint una audició en el Palau Reial per a les infantes (1914).
Les seves presentacions en públic van començar a succeir cada vegada amb major regularitat, mantenint-se especialment en el marc saragossà i reflectint-se el seu èxit en diferents articles de premsa. Va aparèixer el seu nom en periòdics i revistes com ara El Bretoniano, Blanco i Negre, Correspondència, Lira Espanyola, Aragonesos contemporanis, Joventut, La Llanterna i Ploma Aragonesa. I Poncela li va dedicar alguns poemes en 1915.
En 1917 rep el títol de Membre d'Honor de la saragossana Reial Acadèmia de les Nobles i Belles Arts de Sant Lluís i en 1919 va rebre un homenatge de l'Associació de Professors Músics de Saragossa.
Durant aquesta primera dècada en escena, Pilar Bayona es relaciona amb artistes aragonesos del moment, amb els quals va mantenir amistat al llarg de la seva carrera: els pianistes Eduardo del Pueyo i Luis Galve, el cineasta Luis Buñuel i l'autor José Camón Aznar.

Carta de Luis Buñuel a Pilar Bayona en 1967: 
Madrid, 14 de Novembre 67.
La meva estimada Pilar:
Moltes gràcies per haver-te acordat de mi i quina fotògrafa! que ets. Tant de bo hagués pogut estar amb tu en Calanda. Aquesta vegada com sempre no vaig estar més que dos dies a Saragossa i no em va quedar temps per a res. Dins de dos dies em deixo anar a París i d'allí a Mèxic. Quan ens veurem? Sens falta en el meu pròxim viatge a Europa, pròxim Abril. 

### 1920-1929
En la dècada següent inicia les seves sortides a l'estranger, viatjant en 1924 a Alemanya, amb una actuació a Stuttgart i dues a Berlín, on els programes ja són una representació completa de la música espanyola més interessant i recent: no sols Albéniz, Granados i Falla, sinó també Usandizaga, P. J. Antoni de Sant Sebastià, Halffter, Mompou i Esplá. Manifesta un gran interès per divulgar la música espanyola de recent creació. Aquest no es limita a composicions espanyoles, perquè en els seus programes trobem primeres audicions de compositors de renom com Tchaikovsky, Brahms i Debussy.

### 1930-1939
Durant els anys trenta segueix la seva activitat concertística, destacant una actuació a Madrid, amb el quartet de Rafael Martínez, i la participació en un festival benèfic, al costat de Miguel Fleta entre d'altres.
En 1936 passa una temporada a Madrid. Durant aquest temps acostuma a estudiar piano i preparar els seus concerts en la Residència d'Estudiants, on troba amics com el musicòleg Adolfo Salazar, l'escultor i pintor Honorio García Condoy o el poeta i dramaturg Federico García Lorca, que es reuneixen per a sentir-li tocar durant diverses sessions de tertúlia.
En 1938 participa en la inauguració de Radio Zaragoza, i a partir d'aquest moment s'inicia una col·laboració -que durarà fins a la seva mort-, amb concerts periòdics de música de cambra i piano sol, que recorreran una amplíssima mostra de la música de tots els temps.

### 1940-1949
En la dècada dels quaranta, a més dels habituals concerts en ciutats espanyoles, toca a França, Portugal i el Marroc. En les seves interpretacions amb orquestra col·labora amb directors com Fernández Arbós, Arámbarri, Toldrá, Suriñach, Candael i Granero.
En 1944 és convidada a tocar en els cursos de la Universitat d'Estiu a Jaca (Osca) per a il·lustrar conferències amb interpretacions de peces de l'impressionisme  francès i de música espanyola, incorporant per primera vegada en el seu repertori la Fantasia bètica de Manuel de Falla, una de les obres que més va interpretar al llarg de la seva vida. Un any més tard es crea la “Setmana Musical” en la Universitat de Saragossa, en les edicions de la qual participa Baiona fins a la seva defunció.
A Saragossa es relaciona amb el grup intel·lectual d'aquella època; Alfonso Buñuel, Luis García-Abrines, Juan Pérez Páramo, Federico Torralba, Julián Gállego, Eduardo Fauquié, etc.
1950-1959
Aquesta dècada, representa el cim de la seva carrera artística i al seu torn, del reconeixement al seu treball. L'etapa es basa fonamentalment, en la intensa activitat de concerts, les seves primeres gravacions discogràfiques comercials, i el desenvolupament de la seva faceta com a docent.
Aquesta etapa també coincideix amb el major auge de la Societat Filharmònica de Saragossa; grup de melòmans encapçalats per Luis García Abrines i Eduardo Fauquié. Aquests van ser els creadors d'una secció de “música de cambra i moderna” que es va denominar “Sansueña”. Pilar Bayona va actuar allí contínuament, oferint recitals d'autors com Isaac Albéniz, Maurice Ravel, Manuel de Falla, entre altres… Destacava notablement la seva interpretació de la versió completa de la suite “Iberia” d'Isaac Albéniz.
Aquests recitals els va repetir en diverses ciutats de la geografia espanyola; realitzant algunes primeres audicions d'autors espanyols. En aquesta època, va rebre partitures dedicades d'innombrables compositors com Óscar Esplá, Manuel Palau Boix, José Moreno Gans, o Joaquín Rodrigo Vidre.

Estrenant moltes d'elles com en el cas exemple de la “Sonata del Sud” per a piano i orquestra, Op.52 (que va interpretar en 1954, al costat de l'Orquestra Municipal de Barcelona), o la "Sonata Española", obres d'Óscar Esplá. Després del concert de l'última obra; el públic i la premsa van elogiar la interpretació de l'artista, de la qual van ressaltar, entre altres qualitats, la comprensió de l'estil de l'autor: 
A les seves mans prodigioses va lliurar el seu esperit Óscar Esplá, per a estrenar la «Sota-nata Espanyola» dedicada a Chopin en l'homenatge internacional que se li va rendir a París en commemorar-se el centenari. I per descomptat, sabia Óscar Esplá que no podia trobar intèrpret millor, ni tan sols en la primera línia dels concer-tistas de piano, amb prestigi universal. Pilar Bayona, a part de no haver-los de que envejar en res a les primeres figures quant a virtuosisme i temperament, sap captar, i expressar millor que ho faran els més genials pianistes les essències més íntimes del pensament del compositor.
O fins i tot l'estrena que va realitzar a Alacant, en 1956, de la "Fantasia homenatge a Walt Disney", per a piano i orquestra, del compositor basc Jesús Guridi. Aquesta obra va ser la que li va portar a guanyar el premi “Oscar Esplá”, l'any 1957. La seva estrena va ser amb l'Orquestra Municipal de Barcelona, de la mà d'Eduard Toldrá a la batuta, i com a solista, Pilar Bayona.
Finalment, en aquesta etapa cal recalcar els seus inicis com a docent. Ja que comença a impartir classes en el Conservatori “Pablo Sarasate” de Pamplona. Amb motiu de la inauguració d'aquest centre, i al costat de Fernando Remacha; Pilar Bayona va intervenir en cinc conferències i, o, concerts per a promoure aquest conservatori.

#### 1960-1969
Pilar va viure amb la seva germana Carmen fins al final dels seus dies, i l'any 1960 va començar amb el trasllat de la seva residència habitual.
En aquesta etapa va continuar amb la seva activitat, iniciada en la dècada anterior, oferint concerts per tota la península i el Marroc. A més de prosseguir amb la seva labor en Radio Zaragoza, i amb les seves classes en el Conservatori de Pamplona. I amb les seves nombroses estrenes d'obres de compositors espanyols; al gener de 1961, estrena a Màlaga la “Rapsòdia d'Estella” de Fernando Remacha, sota la direcció de Rafael Frübeck de Burgos.
Des de llavors i fins al final dels seus dies, va rebre nombrosos homenatges, així com el reconeixement generalitzat, des de diferents estaments, a la labor de tota la seva vida. En afegit, en la dècada de 1960, grava assíduament per a Televisió Espanyola, actuant per a diferents programes musicals en 1960, 1964, 1965 i 1968.
L'any 1968, actua en l'Acadèmia de Belles Arts de Sant Ferran de Madrid, participant en una conferència-concerto al costat de Federico Sopeña, en ocasió del centenari d'Enrique Granados. En aquest mateix any estrena, a Barbastro (Osca), l'obra “Carrillon”, de Joaquín Broto Salamero; i a l'una, els compositors Javier Alfonso i Antón Roch li dediquen exemplars de les seves obres.
A Madrid actuaria diverses vegades més durant aquesta dècada, oferint diversos recitals en el Museu Romàntic de Madrid, sobre autors com Robert Schumann, Claude Debussy o Isaac Albéniz. Destaca la seva interpretació de Ibèria de Albéniz. En la capital d'Espanya oferiria un concert en el Ministeri de Turisme, en 1968, que va ser gravat en directe per Ràdio Nacional. Posteriorment, aquesta gravació va ser editada en disc de vinil, i guardonada amb el Premi “Ministeri de Cultura”, en 1981.

#### 1970-1979
La seva intensa activitat com a pianista, va continuar en aquesta dècada de 1970, fins al final de la seva vida.
Va actuar en més de vint ciutats espanyoles, i a Saragossa, va participar diverses vegades en les populars Jornades Culturals de l'Ajuntament; fins i tot en diverses ocasions acompanyada d'orquestra, dirigida per Vicente Spiteri Galiano. En aquesta mateixa ciutat aragonesa, en 1972, es va celebrar la “II Setmana de Música Espanyola”, per a la qual, la Comissaria de la Música va convocar un concurs de piano que portava el seu nom: “Concurs Pilar Bayona”. Amb tal motiu, va realitzar un concert en homenatge a Manuel de Falla, en el qual va actuar com a solista de las "Noches en los Jardines de España".
A continuació, encara va participar en sengles concerts en homenatge a Óscar Esplá, en 1974, i al poeta Vicente Aleixandre, en 1978.
Finalment, en 1979 realitza diversos concerts a Saragossa, però el 7 de novembre ofereix el que seria el seu últim recital de piano, en la Caixa d'Estalvis de la Immaculada, ja que, el 13 de desembre de 1979, Pilar Bayona mor a conseqüència d'un atropellament automobilístic.

## Premis i reconeixements

#### Premis i nomenaments[1]
- En 1968, la “Institució Fernando el Catòlic” de la Diputació de Saragossa, li concedeix el Premi “Sant Jordi”.
- En 1972; el Premi “Conservatori de Saragossa”.
- En 1973; nomenada personalitat “Popular” pel periòdic El Noticiari.
- En 1974; nomenada “Filla Adoptiva” del seu poble natal, Cosuenda.
- En 1977; medalla de Ràdio Zaragoza, amb motiu del 40è aniversari de l'emissora.
- En 1981, va ser guardonada amb el Premi “Ministeri de Cultura” per la gravació en directe que va realitzar en el seu concert en el Ministeri de Turisme, en 1968.

#### Reconeixements i homenatges[1]
- En 1964, l'Ajuntament de Saragossa posa el seu nom a un carrer de la ciutat.
- Al maig de 1969, ingressa en la Reial Acadèmia de Nobles i Belles Arts de Sant Lluís, de Saragossa.
- Va rebre múltiples homenatges arran de l'ingrés en la Reial Acadèmia de Sant Lluís, nomenada anteriorment, com els oferts per l'Associació “Amics de la Música”, la Societat “Joventuts Musicals”, o el Club “Calibo” (Associació de Joventuts musicals, origen belga i francès).
- En 1973; l'homenatge de l'Agrupació Provincial de Ràdio i Televisió.
- En 1975, es va posar el seu nom al carrer d'aquesta localitat on es trobava la casa materna de la pianista; Cosuenda.
- En 1978; “Consellera de Número” de la Institució “Fernando el Católico”.
- En 1982, Federico Sopeña Ibáñez publica el seu llibre; “Pilar Bayona”. En el qual explica la seva vida i obra

Grans intèrprets imiten les seves interpretacions. És el cas de Miguel Baselga en Navarra de Albéniz.

## Media
- Beques de piano “Pilar Bayona” a Saragossa
- Concurs internacional de piano “Pilar Bayona” a Saragossa (1983-2004)
- Cicle de grans solistes “Pilar Bayona” a Saragossa (2024 va ser XXVII edició)
- Documental de E. Casanovas Pilar Bayona. Música clara com un llit d'aigua (2022)
- Pilar Bayona. Biografia d'una pianista, llibre d’Antonio Bayona de la Plana i Julián Gómez Rodríguez (2015).
- Pilar Bayona. 30 Mirades, publicació de diversos autors
- Tesi doctoral de Rubén Lorenzo: Pilar Bayona: Un estudi de cas per a l'anàlisi de l'estil interpretatiu pianístic mitjançant la utilització d'espectrogrames sonors (2015)

## Composicions dedicades a Pilar Bayona
Pilar Bayona va estrenar nombroses composicions, moltes escrites expressament per a ella. El seu virtuosisme al piano va fer que compositors de renom com Joaquín Rodrigo, es fixessin en ella i li dediquessin alguna de les seves obres. Així, molts altres li van dedicar exemplars de composicions que ella mateixa interpretava en els seus concerts.
| Any de publicació | Obra                            | Autor                     |
| ----------------- | ------------------------------- | ------------------------- |
| 1931              | Misa: entrada y final           | Ángel Mingote             |
| 1940              | Sonatas de Castilla. Sonata nº5 | Joaquín Rodrigo           |
| ?                 | Praeludium (piano)              | Antón Roch                |
| 1940              | Letargo (piano)                 | Manuel Martínez Chumillas |
| 1946              | Alborada (piano)                | Emma Chacón               |
| ?                 | Homenaje a Pilar Bayona (piano) | F.J. Cordera              |
| 1958              | El amor y la campesina (piano)  | J. Nogales Bello          |
| 2005              | Nocturno a Pilar Bayona (piano) | Albert Guinovart          |
| 2008              | Preludio nº 15 (piano)          | Carlos Cruz De Castro     |